# Marija Gabriel
Marija Gabriel z domu Nedełczewa, bułg. Мария Габриел z domu Неделчева (ur. 20 maja 1979 w Goce Dełczew) – bułgarska polityk, filolog i politolog, posłanka do Parlamentu Europejskiego VII i VIII kadencji, w latach 2017–2023 członkini Komisji Europejskiej, w latach 2023–2024 wicepremier i minister spraw zagranicznych.

## Życiorys
Ukończyła studia licencjackie z filologii bułgarskiej i francuskiej na Uniwersytecie Płowdiwskim, później obroniła pracę magisterską w Bordeaux z dziedziny politologii. Pracowała jako asystentka i wykładowczyni w Instytucie Nauk Politycznych w ramach Université de Bordeaux. Doktoryzowała się na tej uczelni oraz na Vrije Universiteit Brussel. W wyborach do Parlamentu Europejskiego w 2009 wywalczyła jeden z 5 mandatów, które przypadły ugrupowaniu GERB. Zasiadła w Komisjach Rolnictwa i Rozwoju Wsi oraz Petycji, a także w grupie Europejskiej Partii Ludowej. W 2014 z powodzeniem ubiegała się o reelekcję.
W lipcu 2017 powołana w skład Komisji Europejskiej, w której objęła funkcję komisarza do spraw gospodarki cyfrowej i społeczeństwa. W 2019 wybrana ponownie na eurodeputowaną, zrezygnowała jednak z objęcia mandatu, pozostając członkinią KE. W nowej Komisji Europejskiej kierowanej przez Ursulę von der Leyen, która podjęła działalność 1 grudnia 2019, otrzymała stanowisko komisarza do spraw innowacji i młodzieży. W maju 2023 została kandydatką partii GERB na urząd premiera, w konsekwencji z czym w tym samym miesiącu zrezygnowała z funkcji komisarza. Misja utworzenia przez nią rządu w maju 2023 zakończyła się niepowodzeniem.
W toku dalszych negocjacji doszło do porozumienia między koalicjami skupionymi wokół partii GERB i stronnictwa Kontynuujemy Zmianę celem utworzenia rządu na okres półtora roku. Pozwoliło to w czerwcu 2023 na powołanie rządu Nikołaja Denkowa z PP; ustalono nadto, że po 9 miesiącach zastąpi go Marija Gabriel. Była komisarz w nowym gabinecie objęła urzędy wicepremiera oraz ministra spraw zagranicznych. Zgodnie z koalicyjnymi ustaleniami 5 marca 2024 premier ogłosił dymisję rządu. Marija Gabriel otrzymała misję utworzenia rządu, jednak dotychczasowi koalicji nie doszli do porozumienia. 9 kwietnia 2024 zakończyła pełnienie funkcji rządowych, gdy powołano nowy przejściowy gabinet, na czele którego stanął Dimityr Gławczew.

## Życie prywatne
Zawarła związek małżeński z François Gabrielem, doradcą politycznym w gabinecie Josepha Daula, przewodniczącego frakcji EPP.